# Atlético Nacional
O Atlético Nacional, referido como Nacional de Medellín ou ainda Atlético Nacional de Medellín, é um clube colombiano de futebol da cidade de Medellín, também conhecido pela alcunha de verdolaga. O clube foi fundado em 1947, é um dos mais populares da Colômbia, o maior campeão nacional, com dezoito títulos, e ostenta como maiores conquistas duas edições da Copa Libertadores da América e duas da Copa Interamericana, sendo reconhecido pela FIFA como um dos clubes clássicos do futebol mundial.

## História
A história do Atlético Nacional começa em 1935, no bairro de Boston, em Medellín. Um grupo de jovens começou a se reunir num terreno conhecido como La manga de Don Pepe, logo eles decidem fundar seu próprio clube de futebol com o nome de Unión Foot-ball Club. Em 1936, o Unión começa a participar da segunda divisão da Liga Antioqueña de Fútbol Amateur, sendo promovido a para a primeira divisão, em 1942, ao ganhar o campeonato daquele ano. Após ser promovido o clube decide se reforçar para disputar a temporada, e cria um acordo para se fundir a outro clube, o Indulana Foot-Ball Club. Desta forma o novo clube formado passa a ser chamado de Unión Indulana Foot-Ball Club, essa aliança entre os clubes dura até 1946.
A ideia de organizar o futebol profissional na Colômbia está diretamente ligado a história do clube, pois em 1947, o ex-presidente da Liga Antioqueña de fútbol, Alberto Villegas Lopera, liderou a fundação de um clube, que pretendia dar mais importância a alguns esportes no departamento de Antioquia, como o futebol e o basquete. Assim é fundado, em 1947, um novo clube na cidade de Medellín, com o nome de Club Atlético Municipal de Medellín. Como o clube recém formado não contava com um time de futebol próprio, o Unión Indulana Foot-Ball Club foi convidado como representante da Liga Antioqueña para se incorporar a nova instituição.
Em 1948, para organizar e profissionalizar o futebol colombiano é fundada a División Mayor del Fútbol (DIMAYOR), responsável por criar o atual Campeonato Colombiano de Futebol, o Atlético Municipal é convidado para fazer parte da liga já na sua primeira edição. Sendo junto de Independiente Santa Fe e Millonarios, os únicos clubes a participarem de todas as edições do campeonato, na primeira divisão.
Em 1948, logo após a primeira edição do campeonato colombiano, disputas internas no final do ano fizeram com que DIMAYOR deixasse a Federação Colombiana de Futebol. Em resposta, a FIFA suspendeu a liga e a seleção nacional de todos os torneios internacionais.
Enquanto isso, a Associação Argentina de Futebol enfrentava uma greve de seus jogadores. Vários dos jogadores argentinos mais importantes deixaram o deixar o país e como a liga colombiana não era afiliada à FIFA, os clubes colombianos que desejassem contratá-los não eram obrigados a pagar taxas de transferência. Com isso uma série de grandes jogadores de outros lugares do mundo passaram a ser contratados pelo futebol colombiano, como Alfredo Di Stéfano, Héctor Rial, Heleno de Freitas, José Manuel Moreno, Néstor Rossi, René Pontoni, Schubert Gambet, Tim, Valeriano López, entre outros.
A vinda desses grandes jogadores fez com que o campeonato entrasse em seu auge, chamado de "El Dorado do Futebol Colombiano" (1949-53). Porém o clube não teve grande destaque nesse período, pois tinha uma política de ter apenas jogadores nascidos na Colômbia em seu elenco, os "puros criollos", consequentemente os grandes nomes do futebol que foram para a Colômbia na época não jogaram pelo time. Em 1950, o clube muda seu nome para Club Atlético Nacional.
Com o fim do "El Dorado", o Atlético Nacional vence o seu primeiro título colombiano, em 1954. Ainda assim o time possui um desempenho tímido no futebol colombiano, sempre competindo na elite do futebol colombiano, mas sem conquistar muito. A partir da década de 1970 o Atlético Nacional começa a ter mais protagonismo no cenário nacional, vencendo os campeonatos de 1973 e 1976, além dos vice-campeonatos de 1971 e 1974, colocando o time no patamar dos outros grandes da Colômbia.
No ano de 1989 o Atlético Nacional sagrou-se a primeira equipe colombiana a vencer a Copa Libertadores da América, o feito foi sobre o Club Olimpia do Paraguai. O Atlético Nacional seguiu fazendo boas campanhas,em 1990 e em 1991 foi eliminado pelo mesmo Club Olimpia do Paraguai nas semifinais. Em 1995 chegou a final com contra o Grêmio, sendo derrotado no jogo de ida no estádio Olímpico em Porto Alegre por 3 a 1 e empatado por 1 a 1 no jogo de volta, no lendário estádio Atanasio Girardot. Em 2016, tornou-se campeão pela segunda vez da Copa Libertadores da América ao bater na final o Independiente Del Valle do Equador. Na partida de ida, tinha empatado por 1 a 1 no estádio Olímpico Atahualpa em Quito e vencido por 1 a 0 no Atanasio Girardot no jogo de volta.
Muito se comenta sobre a influência do traficante Pablo Escobar como suposto torcedor do Atlético, nas partidas do clube, incluindo os jogos da Libertadores de 1989. O filho de Escobar não apenas nega tal interferência, como, em reação à segunda temporada da série Narcos, a insinuar que o traficante torceria pelo clube, já declarou que Escobar era torcedor fanático exatamente do arquirrival, o Independiente Medellín; este outro clube não foi campeão na maior parte da vida da Escobar, passando por jejum nacional entre 1957 e 2002, não chegando sequer em segundo entre 1966 e 1993.[carece de fontes?] "Se não sabem dizer o time favorito de Pablo, como se atrevem a contar o resto da história?", criticou o filho no facebook. Em entrevista à Veja, o filho prosseguiu sobre o tema: "o Pablo Escobar que está ali não tem nada a ver com o Pablo Escobar que conheci. Para se ter uma ideia, erraram até o time de futebol dele".
Foi campeão nacional por dezesseis vezes, em 1954, 1973, 1976, 1981, 1991, 1994, 1999 (quando só havia um campeão por ano); e 2005, 2007 (no primeiro semestre), 2007 (no segundo semestre) 2011, 2013, 2014 (duas vezes), 2015 e 2017, campeão da Copa Colômbia por cinco vezes, em 2012, 2013, 2016 , 2018 e 2021 além de ter sido campeão da Superliga da Colômbia, em 2012 e 2016.
Devido ao pujante destaque internacional, a equipe colombiana encontrou no São Paulo o seu maior rival brasileiro. Os confrontos oficiais começaram na Libertadores de 2008, ainda na fase de grupos, com um empate em 1 a 1 no Atanasio Girardot e uma derrota por 1 a 0 no Morumbi.
Pela Copa Sul-Americana foram dois confrontos em mata-mata. Já treinados por Juan Carlos Osório, em disputa válida pelas quartas de final no ano de 2013, o São Paulo levou a melhor ao derrotar os colombianos por 3 a 2 no Morumbi e depois empatar em 0 a 0 no Atanasio Girardot. Em 2014, pelas semifinais, os Verdolagas levaram a melhor nos pênaltis contra o São Paulo em pleno Morumbi, ao converter 4 cobranças contra 1 do time da casa. As duas partidas que antecederam esta decisão em pênaltis terminaram em 1 a 0 para cada mandante.
Em 2016, as equipes voltaram a se enfrentar, desta vez em confronto válido pela semifinal da Copa Libertadores. A equipe se saiu como a primeira finalista da edição de 2016, vencendo o clube brasileiro nas duas partidas com 2x0 no Morumbi e 2x1 em Atanasio Girardot, com os 4 tentos colombianos sendo marcados pelo atacante Miguel Borja, voltando a uma final de Libertadores depois de 21 anos e se consolidando como bicampeão continental após 27 anos em cima do Independiente Del Valle. Em 5 de dezembro a Conmebol concedeu ao clube o prêmio de "Centenário da Conmebol ao Fair Play", pela honrosa atitude de render à Chapecoense o título de Campeão da Copa Sulamericana 2016, em razão do desastre do voo LaMia 2933, que caiu em Cerro Gordo às 22h15m de 28 de novembro de 2016, dizimando a vida de 71 pessoas, incluindo 19 jogadores do clube e vários membros da comissão técnica. O Prêmio concedido rendeu ao clube 1 milhão de dólares.
No futebol colombiano, assim como Millonarios e Santa Fe, o Atlético Nacional esteve presente em todas as temporadas da principal divisão.

## Títulos
| HONRARIAS                | HONRARIAS                                | HONRARIAS | HONRARIAS |
|                          | Competição                               | Títulos   | Temporadas |
| ------------------------ | ---------------------------------------- | --------- | --- |
|                          | 1º Melhor Clube do Mundo                 | 1         | 2016 |
|                          | Prêmio Fair Play da FIFA                 | 1         | 2016 |
|                          | Prêmio Centenário Conmebol Fair Play     | 1         | 2016 |
|                          | Medalha do Mérito Desportivo             | 1         | 2016 |
|                          | Clube Clássico FIFA                      | 1         | 2014 |
|                          | 58º Maior Clube de Todos os Tempos IFFHS | 1         | 2009 |
| INTERCONTINENTAIS        |                                          |           | |
|                          | Competição                               | Títulos   | Temporadas |
|                          | Copa Interamericana                      | 2         | 1990 e 1997 |
| CONTINENTAIS             |                                          |           | |
|                          | Competição                               | Títulos   | Temporadas |
|                          | Copa Libertadores da América             | 2         | 1989 e 2016 |
|                          | Recopa Sul-Americana                     | 1         | 2017 |
|                          | Copa Merconorte                          | 2         | 1998 e 2000 |
| NACIONAIS                |                                          |           | |
|                          | Competição                               | Títulos   | Temporadas |
|                          | Campeonato Colombiano                    | 18        | 1954, 1973, 1976, 1981, 1991, 1994, 1999, 2005-I, 2007-I, 2007-II, 2011-I, 2013-I, 2013-II, 2014-I, 2015-II, 2017-I, 2022-I e 2024-II |
|                          | Copa Colômbia                            | 7         | 2012, 2013, 2016, 2018, 2021, 2023 e 2024                                                                                             |
|                          | Superliga da Colômbia                    | 4         | 2012, 2016, 2023 e 2025 |
| REGIONAIS                |                                          |           | |
|                          | Competição                               | Títulos   | Temporadas |
| Antioquia (departamento) | Liga Antioqueña - Segunda Divisão        | 1         | 1942 |
| TOTAL                    |                                          |           | |
| Escudo                   | Conquistas                               | Títulos   | Categorias |
|                          | Total:                                   | 37        | 2 Intercontinentais; 5 Continentais; 29 Nacionais; e 1 Regional                                                                       |

### Outras conquistas

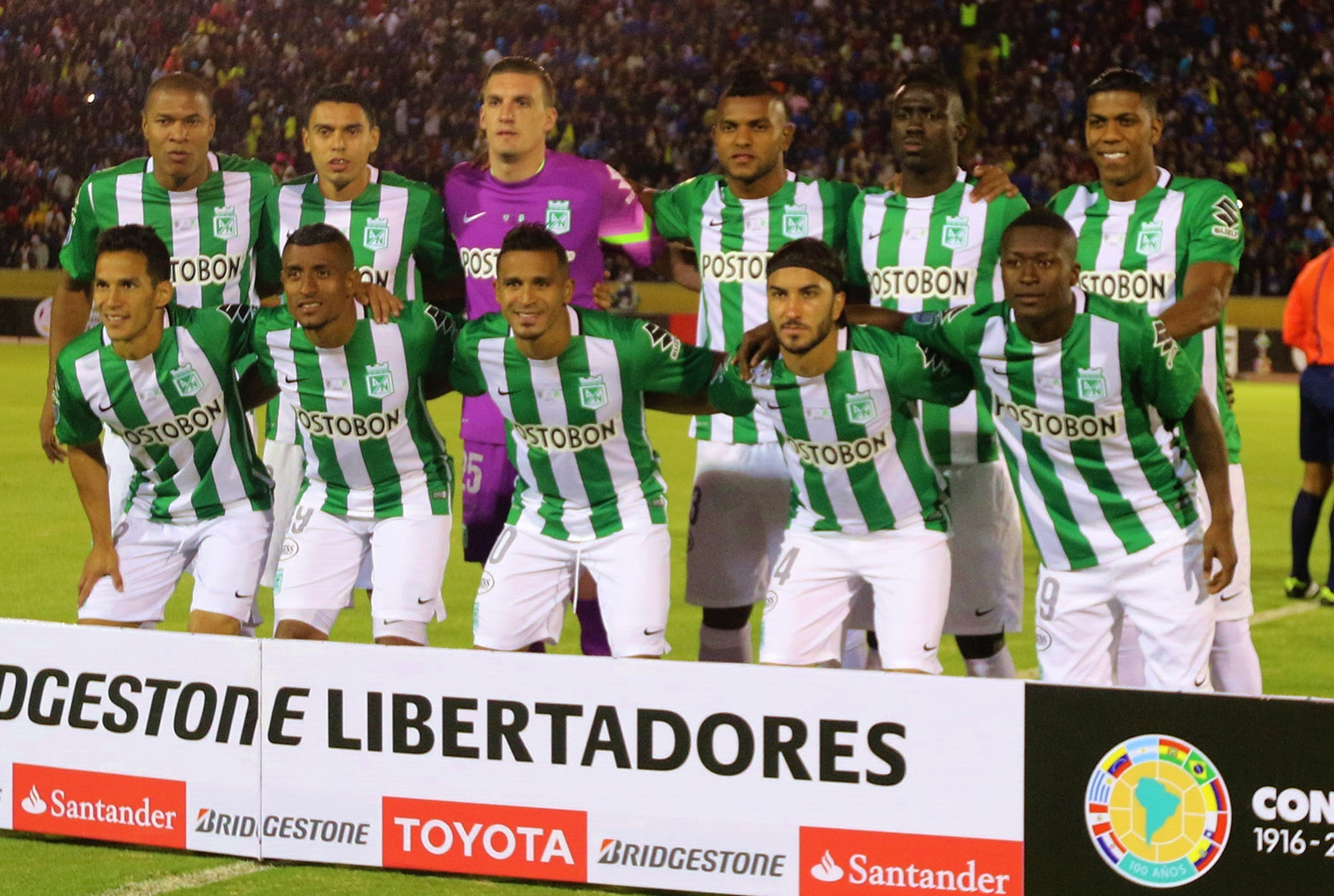
A equipe que conquistou a Copa Libertadores da América de 2016

Florida Cup: 1 (2018)

### Campanhas de destaque

#### Vice-campeonatos
- Copa Intercontinental: 1 (1989)
- Copa Libertadores da América: 1 (1995)
- Copa Sul-Americana: 3 (2002, 2014, 2016)
- Recopa Sul-americana: 1 (1990)
- Copa Simón Bolívar: 1 (1971)
- Campeonato Colombiano: 12 (1955, 1965, 1971, 1974, 1988, 1990, 1992, 2002-I, 2004-I, 2004-II, 2018-I e 2023-I)

- Superliga da Colombia: 3 2014, 2015, 2018

#### Terceiras colocações
- Copa do Mundo de Clubes da FIFA: 1 (2016)

## Sedes e estádios

### Atanasio Girardot
O Estádio Atanasio Girardot é o local onde o Atlético Nacional manda suas partidas de futebol. Foi inaugurado em 19 de Março de 1953, tem capacidade para 45.000 torcedores, localizado em Medellín, na Colômbia,  de propriedade da prefeitura local.
Faz parte do complexo esportivo da cidade, recebendo os mais diversos eventos, esportivos ou culturais.
É também o estádio que joga o Independiente Medellín. Foi uma das sedes da Copa América 2001, vencida pelos anfitriões.
O nome do estádio e do complexo esportivo homenageia Atanasio Girardot (1791 - 1813), héroi da independência da Colômbia e da Venezuela.
Em 30 de novembro de 2016, aconteceu no estádio uma homenagem aos mortos e feridos no acidente com o avião da LaMia (companhia aérea), o qual transportava a equipe da Associação Chapecoense de Futebol para o jogo da final da Copa Sul-Americana de 2016. Cerca de 40 mil pessoas acompanharam a homenagem promovida pelo Club Atlético Nacional S.A., pela prefeitura de Medellín e pelo governo da Colômbia.

## Rivalidades

### Atlético Nacional versus Independiente Medellín
O "El Clasico Paisa" é o enfrentamento dos dois principais clubes da cidade colombiana de Medellin, envolvendo o Atlético Nacional (verdolagas) e o Independente Medellín (rojos).
A rivalidade entre os dois clubes nasce pouco após a fundação do Atlético Nacional, na criação do Campeonato Colombiano, em 1948. A primeira partida foi uma derrota do Atlético Nacional por 3-0 para o Independente Medellín, até então o maior clube de Medellín com 15 títulos dados pela Liga Antioqueña de Fútbol. Desde então a rivalidade entre os dois foi sendo construída, sendo eles os principais representantes do futebol de Antioquia.

### Atlético Nacional versus Millonarios
🔎Superclassico del fútbol Colombiano
Apesar de não ser uma das rivalidades mais antigas do país, é para muitos o maior clássico do futebol na Colômbia, com o Atlético Nacional representando a cidade de Medellín e o Millonarios a capital Bogotá.
Se na década de 1970 se estabeleceu a rivalidade, a partir dos anos de 1980 a mesma se acirrou. Seu antagonismo nasceu pelo contrato do jogador Ricardo “Chicho” Pérez, quem teria sido registrado primeiro pelo Millonarios e depois de poucos dias, pelo Nacional. Por mais que esta tenha sido a primeira faísca da rivalidade, a qualidade de cada um dos times no estádio é o que converte cada jogo em um verdadeiro clássico do futebol sul-americano.
Atualmente, é considerado por alguns o maior clássico porque, além de serem os dois clubes com mais torcida na Colômbia, ambos são os clubes com mais campeonatos nacionais e títulos oficiais da história do país.

### Atlético Nacional versus América de Cali

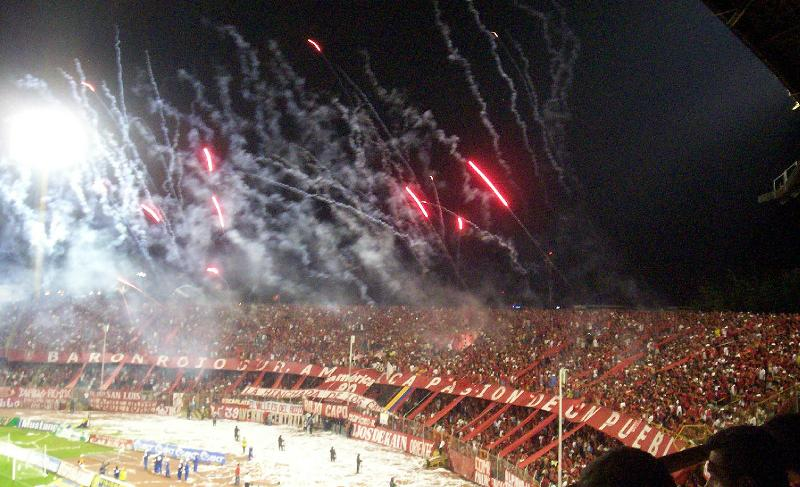
Torcida do America de Cali em clássico contra o Atlético Nacional em 2007.

Este é um dos maiores clássicos do futebol colombiano, este confronto de fatos recentes tem relevância nacional desde 1979, quando o América de Cali ganhou o seu primeiro título, com as duas equipes jogando até agora em mais de 15 finais (antes, a final era disputada entre as várias equipes). A mais recente final entre estas duas agremiações foi no primeiro torneio de 2002, quando o América de Cali conquistou seu décimo segundo título como visitante na cidade de Medellín. Em 1991, pela primeira vez se enfrentaram na Copa Libertadores e os confrontos até agora deixaram um saldo de 6 vitórias vermelhas, 4 alvirrubras e um empate, além de ocorrer em outras competições da Conmebol, os dois são considerados os clubes colombianos mais tradicionais da Copa Libertadores, com dois títulos para o Nacional e com o América chegando a quatro finais e dez semifinais da competição.

### Atlético Nacional versus Deportivo Cali
O clássico entre Atlético Nacional e Deportivo Cali foi muito forte nos anos 1980 e 1990. Mesmo hoje, a rivalidade ainda é grande. É considerado o clássico entre os verdes.

### Outras rivalidades
Há também fortes rivalidades contra o Once Caldas e o Independiente Santa Fe, esse último devido ao nível dos últimos 10 anos.